# Freaky Gurl
«Freaky Gurl» — сингл американського репера Gucci Mane з його студійних альбомів Hard to Kill і Trap-A-Thon. Як семпл використано «Lick» у виконанні Joi (2002).

## Ремікси
Офіційний ремікс з участю Lil' Kim та Ludacris видали 11 грудня 2007 для цифрового завантаження, він також потрапив до платівки Back to the Trap House. Нікі Мінаж зробила ремікс «Wanna Minaj?» для свого мікстейпу Sucka Free.

## Чартові позиції
| Чарт (2007)              | Найвища позиція |
| ------------------------ | --------------- |
| US Billboard Hot 100     | 62              |
| US Hot Rap Tracks        | 12              |
| US Hot R&B/Hip-Hop Songs | 19              |